# Parc de la Villette

La Géode och Cité des Sciences

Parc de la Villette är en park i Paris i Frankrike, som är den största i Paris med sina 55 hektar, varav 35 är grönområden). Genom parken rinner kanalen Ourcq i öst-västlig riktning. Dess symmetri var viktig för parkens arkitekt Bernard Tschumi, som ritade parken på 1980-talet så att dess nord-sydliga perspektiv skulle bevaras. Över kanalen Ourcq går två broar som förlänger de nord-sydliga promenadstråken. Jämnt utspridda över parken finns också extravaganta röda byggnader, så kallade folies. Inne i grönområdena finns scener och andra platser för uppträdanden av varierande slag då parken står värd för konserter, utställningar, cirkusar, teater och utomhusbio.
Parkens är belägen i Paris nittonde arrondissement och nås genom de två stationerna Porte de Pantin och Porte de la Villette i Paris metronät.